# Marcu Biancarelli
Marcu Biancarelli (Porto Vecchio, 17 ottobre 1968) è uno scrittore francese di lingua corsa.
Cofondatore della rivista A Pian' d'Avretu nel 1991, ha pubblicato la sua prima raccolta di poesie nel 1999 (Viaghju in Vivaldia). Ha ottenuto due volte il Premiu di a Litteratura Isulana di Ouessant per i suoi libri di novelle Prighjuneri e San Ghjuvanni in Patmos (2001 e 2002).
Nel 2008 alla sua terza raccolta di novelle, Stremu Miridianu, è stato assegnato il Premiu di i Lettori di Corsica.
Nel 2009, infine, è stato pubblicato il suo secondo romanzo, Murtoriu.
Come sceneggiatore, ha scritto il copione per il film Lettre de Porto Alegre (2002) realizzato da Eric Guéret e ideato da Serge Orru.
Ha lavorato anche per il teatro con Bella Sterpa, scritta in collaborazione con Orlando Forioso che è stata presentata per la prima volta a Calvi nel 2004.
Un'altra opera, Cuntruversa di Valdu Nieddu, è stata messa in scena a partire dal 2006 dalla compagnia teatrale di Fiumorbo I Stroncheghjetta, mentre Cristianu Ruspini e Ghjuvan' Petru Lanfranchi hanno adattato per le scene il suo romanzo 51 Pegasi astru virtuali.
Infine Biancarelli ha scritto i testi delle canzoni Corsican beauty (I Cantelli 2005) e Ultimu viaghju di Stepan Trofimovich (Paulu Miniconi 2007).

## Opere
- Viaghju in Vivaldia - Poesie, Le Signet, 1999
- Prighjuneri - Novelle, Albiana, 2000 (tradotto in francese da Ghjilormu Ferrari)
- San Ghjuvanni in Patmos - Novelle, Albiana, 2001 (tradotto in francese da Ghjilormu Ferrari, Didier Rey e dall'autore stesso)
- Parichji dimonia - Poesie, Albiana, 2002
- 51 Pegasi astru virtuali - Romanzo, Albiana, 2003 (tradotto in francese da Ghjilormu Ferrari)
- Stremu miridianu - Novelle, Albiana, 2007 (tradotto in francese da Ghjilormu Ferrari, Paulu Desanti, Bernardu Biancarelli e dall'autore stesso)
- U Domu Archiviato il 16 aprile 2009 in Internet Archive. : un romanzo corto che non è stato pubblicato attraverso l'edizione classica ma è stato messo da l'autore nel suo blog personale. Il racconto mette in scena due personaggi - Stèfanu e Paulantonu - che hanno la missione di portare un "pacchetto" misterioso a Corte. Si compone di quattro parti. Parte I Archiviato il 16 aprile 2009 in Internet Archive. [collegamento interrotto] [collegamento interrotto] http://forubiancarelli.forumactif.net/testi-diversi-f6/u-domu-nuvella-inedita-parti-iv-t58.htm[collegamento interrotto]
- Murtoriu - Romanzo, Albiana, 2009

## Collegamenti
- Blog ufficiale, su marcubiancarelli.blogspot.com.

| Controllo di autorità | VIAF (EN) 10016887 · ISNI (EN) 0000 0000 0070 3938 · Europeana agent/base/140497 · LCCN (EN) no2011158207 · GND (DE) 1044124180 · BNE (ES) XX5586138 (data) · BNF (FR) cb13581194s (data) |